# Danilo Brito
Danilo Ezequiel Brito de Macedo(São Paulo, 29 de março de 1985), conhecido como Danilo Brito, é um bandolinista e compositor brasileiro.
Iniciou a carreira profissional aos 11 anos, e foi convidado, ainda criança, para participar de diversos programas de TV. Autodidata, venceu, aos 19 anos, o Prêmio Visa de Melhor Instrumentista no Brasil, superando 513 músicos.
Compõe e interpreta ritmos brasileiros, como choro, valsa, baião, frevo, samba.
Entre os instrumentistas brasileiros, foi comparado, pela crítica Lívia Deodato, a Jacob do Bandolim.
Danilo tem se dedicado, também, a composições para orquestra, como a valsa "Chovia".

## Infância e formação
Começou a tocar por volta dos 5 anos por influência de seu pai, bandolinista amador. Na sua casa eram tocados diariamente os discos de Waldir Azevedo e Jacob do Bandolim. Seu primeiro instrumento foi o cavaco e, sua primeira execução, o chorinho "Delicado" de Waldir Azevedo. Em pouco tempo, também tocava músicas de Jacob do Bandolim no instrumento de seu pai. Mais tarde, optou por dedicar-se ao bandolim.
Aos 11 anos, idade em que viveu na Paraíba, foi convidado a participar pela primeira vez, ao vivo, em um programa de rádio. Voltando a São Paulo, passou a frequentar tradicionais rodas de choro formadas pela velha guarda da música brasileira.
Na mesma época, expandiu seu repertório e seu conhecimento de música brasileira, assimilando influências de artistas como Orlando Silva, Francisco Alves, Radamés Gnatalli, Pixinguinha, Luperce Miranda e outros. Foi convidado, então aos 13 anos, a gravar seu primeiro álbum, Moleque Atrevido, em que registrou sua primeira composição.
Passou a apresentar-se com frequência. Aos 14, foi convidado de Altamiro Carrilho no Teatro Municipal de São Paulo. Cinco anos depois, criando arranjos inusitados para músicas consagradas como Voo da Mosca, de Jacob do Bandolim e Confidências, de Ernesto Nazareth, venceu o Prêmio Visa de Melhor Instrumentista. O maestro Nelson Ayres, presidente do júri, declarou:
Em seguida, lançou o seu 2° álbum, Perambulando, com participações especiais de outros grandes instrumentistas brasileiros como Altamiro Carrilho, Toninho Ferragutti e Proveta.
Nesta época, começou a se apresentar no exterior.
Em 2008, fundou sua produtora e selo, Orpheu Music, e gravou seu 3º CD, "Sem Restrições", com algumas inovações: arranjos orquestrados (escritos pelo maestro Laércio de Freitas para músicas contemporâneas) e a diversidade nos formatos e gêneros.

## Carreira no exterior
Foi convidado pela primeira vez a tocar no exterior aos 19. Na Espanha, na final do torneio de regatas. A cerimônia de entrega de prêmios não encobriu a sua performance: o pavilhão ficou completamente lotado para vê-lo tocar e foi longamente ovacionado.
Nos EUA, sua estréia não foi diferente.
Ao terminar de executar Sussuarana para o público que lotava o teatro na Califórnia, recebeu uma ovação da platéia em pé.
Desde então, vem sendo convidado para ministrar aulas sobre Música Brasileira e Bandolim. Nestas aulas, Danilo Brito ensina sobre os compositores, gêneros e ritmos brasileiros e dá aulas de técnica em bandolim, improviso e conjunto.
Revistas especializadas classificaram sua música como madura, tocante, brilhante.
Em 2009, com o apoio do Ministério da Cultura do Brasil, apresentou-se e ministrou oficinas no festival de música acústica Wintergrass.
Sua acolhida pelo público surpreendeu até mesmo os produtores do evento: em meio a gêneros muito populares nos EUA como o bluegrass e o jazz, Danilo arrebatou a todos com sua sonoridade e composições.

## Carreira
O trabalho de Brito é voltado para a pesquisa e o estudo de conjuntos, arranjos e composições.
Em 2006 passou a promover eventos gratuitos de música instrumental, declarando sua intenção de popularizar o gênero e torná-lo acessível.
Organizou diversas vezes o espetáculo “Roda de Choro”, em que conduziu apresentações pautadas pelo conhecimento tradicional e improviso, unindo outros músicos brasileiros da atualidade.
Em 2008 fundou a produtora e selo musical Orpheu Music, que executa projetos de produção e preservação da música brasileira.
Além das apresentações, ministra aulas a jovens e crianças brasileiras, em oficinas no Brasil e exterior.

## Discografia
- Homenagem aos 50 Anos de Luizinho 7 Cordas

Orpheu Music/ Tratore
2011
- Sem Restrições

Orpheu Music/ Tratore
2008/2009
- Perambulando

Eldorado
2005
- Moleque Atrevido

Eldorado
1999